# محمود الهباش
محمود صدقي عبد الرحمن الهباش (أبو أنس؛ ولد 1963م، بمخيم النصيرات، غزة) يشغل حالياً قاضي قضاة فلسطين الشرعيين ومستشار الرئيس للشؤون الدينية والعلاقات الإسلامية .كان قد شغل قبل ذلك منصب وزير الشؤون الاجتماعية ووزير الزراعة في الحكومة الفلسطينية من عام 2007-2009، ثم وزير الأوقاف والشؤون الدينية من عام 2009-2014، قبل أن يتم تعيينه في 1/6/2014 قاضيا للقضاة ومستشارا للرئيس الفلسطيني، وهو خطيب مسجد التشريفات في المقاطعة برام الله.

## النشأة والتعليم
حصل على شهادة ماجستير في الدراسات الإسلامية، ثم بعد توليه الوزارة حصل على درجة الدكتوراه. قبل توليه الوزارة عمل محاضراً في جامعة القدس المفتوحة. كان الهباش منضماً إلى حركة حماس حتى عام 1994، ثم خرج من صفوفها ليصبح مستقلا، ثم شكل حزب خاص به سماه «حزب الاتحاد». ثم مع دخول السلطة الفلسطينية الأراضي الفلسطينية انضم إلى حركة فتح.

## في الوزارة
في مايو 2009 عيّنه الرئيس محمود عباس وزيراً في حكومة تصريف الأعمال برئاسة سلام فياض في الضفة الغربية والتي لم تُمنح الثقة من المجلس التشريعي الفلسطيني.
وفقا للقانون الأساسي.

## اتهامات فساد
عرضت مساء الأحد 3 فبراير/شباط 2014 فضائية الأقصى -التابعة لحماس- ملفات فساد مالي لمحمود الهباش.
الوثائق التي حصلت عليها فضائية الأقصى من أحد مقربي الهبّاش على حد قولها، تكشف عمليات اختلاس أموال بشكل نقدي وعيني.

## إطلاق النار على مكتبه
في نهاية عام 2013 قام مجهولون ملثمون بإطلاق النار صوب مكتب الهباش بعد دقائق من دخوله المكتب في حي الجنان بمدينة البيرة قرب رام الله، دون وقوع اصابات.
وأعلنت قوى الأمن الفلسطينية في الضفة الغربية أنها فتحت تحقيقاً في الحادث، حسب حديث الناطق باسمها عدنان الضميري.